# Urusei Yatsura
Urusei Yatsura (うる星やつら), também conhecido como Turma do Barulho (no Brasil) e Lum (em Portugal), é uma série de mangá criada por Rumiko Takahashi, que foi publicada na revista Weekly Shōnen Sunday entre 1978 e 1987, e adaptada para uma série de anime, transmitida originalmente pela Fuji TV entre 14 de outubro de 1981 e 19 de março de 1986, além de 12 ovas e 6 filmes.
A série está disponível comercialmente em DVD, com legendas em inglês, lançada pela Animeigo. Alguns poucos volumes do mangá foram traduzidos para o inglês pela Viz.
A série também foi televisionada em vários países como França, Portugal e Espanha.
Um remake do anime está sendo produzido pelo estúdio David Production, e transmitido desde 13 de outubro de 2022 no canal Fuji TV.

## Sinopse
Uma raça alien conhecida como Oni chega na Terra com a intenção de invadir o planeta. Ao invés de tomar o controle do planeta pela força, os Oni dão aos humanos pelos direitos sobre o planeta por meio de uma competição. A competição é uma variante do pega-pega (literalmente "o jogo do Oni" em japonês), no qual um jogador humano terá que tocar nos chifres do jogador Oni dentro de uma semana. O jogador humano selecionado pelo computador é Ataru Moroboshi, um altamente lascivo, extremamente azarado e estúpido estudante de ensino médio da cidade japonesa de Tomobiki, e o jogador Oni é a princesa Lum, filha do líder da tentativa de invasão.
Apesar da relutância inicial de participar da competição, Ataru fica extremamente interessado no jogo quando ele encontra Lum. Quando a competição começa, Lum surpreende todos por voar e Ataru se encontra incapaz de pegá-la. Antes do último dia de competição, a namorada de Ataru, Shinobu Miyake, encoraja-o, dizendo que vai se casar com ele se ele ganhar. No dia final de competição, Ataru ganha a competição por pegar a parte de cima do biquíni de Lum, que faz com que deixe de proteger seus chifres para proteger sua modéstia. Em celebração a sua vitória, Ataru expressa a sua alegria por ser capaz de se casar; entretanto, Lum mal-interpreta e acha que foi uma proposta e aceita na televisão ao vivo. Apesar do mal-entendido, Lum se apaixona por Ataru e passa a morar com ele.
Apesar da falta de interesse de Ataru em Lum (devido a imensa vergonha que o jogo trouxe a ele) e das tentativas para reatar o relacionamento com Shinobu, Lum interfere frequentemente e eventualmente Shinobu perde o interesse em Ataru. Mesmo assim, a natureza paqueradora de Ataru persiste, apesar da atenção constante de Lum. Lum tenta pará-lo, o que resulta em Ataru recebendo poderosos ataques de choque elétrico de Lum como punição. Duas características de Ataru são particularmente fortes: sua má sorte que atrai ele a todos os tipos de pessoas estranhas do planeta, do mundo espiritual e até da galáxia, e sua prodigiosa habilidade em suportar perigos físicos extremos e sair deles sem nenhum arranhão, além de realizar incríveis performances físicas como truques ninjas e para uma katana com suas mãos nuas.
Mais tarde Lum começa a frequentar a mesma escola que Ataru, apesar das objeções dele (ele se engasgou com a própria comida quando ele soube da notícia), desenvolvendo um grupo de admiradores entre os garotos da escola, incluindo Shutaro Mendou, um rico e bonito herdeiro de uma grande corporação que é objeto de interesse de todas as garotas de Tomobiki (que na verdade não é tão diferente de Ataru). Apesar do interesse romântico, nenhum dos admiradores de Li, arrisca magoá-la por tentar forçá-la a ficar longe de Ataru, embora isso não os impeça de tentar punir Ataru pelo seu comportamento e de interferirem a cada vez que os dois se aproximam.
Com o decorrer da série, Ataru desenvolve sentimentos pela Lum mas, por razões nunca explicadas, ele os nega até para sim mesmo e age impetuosamente com ela. Somente quando está quase certo de que vai perdê-la, ele mostra o quanto ele se importa com ela, algumas vezes pondo sua própria vida em perigo, quase em um nível suicida. Depois que o perigo passa, sua atitude idiota volta. Mais visivelmente no arco Produção de destinos, ele teve a oportunidade de construir o seu futuro ideal, onde era o mestre de um harém. Entretanto, enquanto visitava no seu futuro, ele descobriu que Lum tinha o abandonado por causa do mal tratamento que o "eu" futuro dele tinha dado a ela (para manter o harém dele, que se encontrava é um mero apartamento de seis tatames, ele vendeu todas as coisas delas, a fez encontrar um emprego de meio-período, dormir no teto, e parou até de alimentá-la), o Ataru atual não pensa duas vezes antes jogando este futuro fora. Similarmente, vendo o quão feliz Lum estava em um futuro onde se casavam, ele fez tudo o que pode para salvá-lo.
As histórias são, em sua maioria, sem conexão e muitas delas não mostram eventos que tenham algum efeito posterior na trama, com a maioria de suas histórias sendo concluídas sem explicação de como aconteceu o desenrolar delas, e voltando tudo ao normal na história seguinte. A história do mangá difere da do anime e dos filmes em alguns pontos. Um deles é que muitos personagens, que aparecem poucas vezes no mangá, viraram regulares no anime. Os melhores exemplos disso são os Lum Strormtroopers: Megane, Chibi, Perm e Kakugari. Enquanto no mangá eles aparecem somente nos dois primeiros volumes, sendo substituídos mais tarde por Shuutaro Mendou, no anime estão entre os personagens principais (principalmente Megane), preenchendo os papéis deles junto com Mendou. Outro exemplo é Ten, o primo incendiário de Lum, que no mangá somente aparece no sétimo volume, aparece no anime desde o terceiro episódio, com muitas histórias sendo modificadas para incluí-lo. Muitos dos episódios do anime são baseados em duas ou mais histórias postas juntas, e com alguns sendo histórias completamente novas e outras capítulos simples expandidos. Algumas histórias que no mangá são compostas de mais que um capítulo, no anime foram comprimidas em só um episódio. Finalmente, a ordem em que as histórias são contadas no mangá é diferente da do anime.
Além disso, Ataru e Lum são mais próximos no anime, dividindo muitos momentos românticos e mesmo se propondo beijar um ao outro algumas vezes (algo que nunca aconteceu no mangá). Entretanto, a relação deles no anime é muito mais complicada, por causa da diferença de ordem do anime em comparação ao mangá, e com isso, a não-lineação do desenvolvimento dos personagens. Com isso, em alguns episódios Ataru é extremamente (mas sutilmente) ligado a Lum, e tenta se livra dela para sempre em outros. O mesmo é aplicado para outros personagens. Por essa razão, o quadrado romântico entre Shinobu, Lum, Ataru e Mendou nunca veio a ter um fim, enquanto no mangá tem uma história onde Shinobu muda o interesse dela de Mendou para Inaba, um homem transdimensional que se veste como um coelho e que só aparece no anime no primeiro OVA e no quinto filme.

## Personagens
Ataru Moroboshi (諸星あたる, Moroboshi Ataru)
Seiyū: Toshio Furukawa (original), Hiroshi Kamiya (Remake)
Protagonista da série e estudante no Liceu de Tomobiki, turma 2-4, bem como uma das personagens mais azaradas alguma vez vistas. Extremamente pervertido e preguiçoso, passa uma grande parte dos seus dias flertando com várias mulheres e comendo e dormindo durante as aulas. Embora se negue a admitir, ama Lum de verdade.
Lum Invader (ラム•インベーダー, Ramu Inbēdā))
Seiyū: Fumi Hirano (original), Sumire Uesaka (Remake)
Personagem inspirada na famosa modelo Agnes Lum, é uma esbelta alienígena capaz de voar e gerar electricidade que passa a morar no planeta Terra na condicição de "esposa" de Ataru após um mal entendido ocorrido no início da série.
Shūtarō Mendō (面堂終太郎, Mendō Shūtarō))
Seiyū: Akira Kamiya (original), Mamoru Miyano (Remake)
Herdeiro do conglomerado Mendou e rival de Ataru. Apesar da sua beleza física, poderio econômico e inteligência, Mendou é extremamente arrogante, orgulhoso, narcisista e se mostra tão pervertido como Ataru. Sofre de claustrofobia e tem medo do escuro, fraqueza frequentemente aproveitada pelos seus rivais.
Shinobu Miyake (三宅しのぶ, Miyake Shinobu))
Seiyū: Saeko Shimazu (original), Maaya Uchida (Remake)
Amiga de infância, colega de turma e ex-namorada de Ataru, é uma garota aparentemente calma e sossegada que após a chegada de Lum, adquire força sobre-humana quando enfurecida (o que acontece frequentemente devido às intervenções do grande número de criaturas e pervertidos que atrai).
Megane (メガネ, Satoshi)
Seiyū: Shigeru Chiba (original), Setsuji Satō (Remake)
O líder dos guarda-costas de Lum, cuja tradução do nome significa "óculos". O mais devoto a Lum, Megane é normalmente o responsável pela maioria dos esquemas levados a cabo pelo grupo com o intuito de obter a sua atenção, sendo contudo sempre mal sucedido. Possui uma personalidade muito forte, bem como uma estranha obsessão pelo período do Terceiro Reich, sendo considerado por todos um otaku. Apesar de o ver como seu rival e antagonista, Megane passa uma porção considerável do seu tempo junto a Ataru, com quem geralmente frequenta bancas de venda de soba e gyudon. A sua personagem foi criada especialmente para o anime pelo realizador Mamoru Oshii, que se inspirou no seiyū Shigeru Chiba, a quem se devem algumas das falas mais características de Megane, já que muitas foram improvisações suas.

## Em Portugal
Em Portugal a série passou na SIC, e posteriormente no canal pago SIC Radical, em 2004, porém a emissão continuou em ambos os canais. O anime foi exibido do princípio ao fim, incluindo os filmes, e até algumas das OVAS, acabando por volta de Fevereiro de 2005, dando mais espaço ao anime Dragon Ball Z. Alguns filmes e OVAS não passaram, como por exemplo a OVA "Inaba, the Dream Maker". Embora na SIC passasse às 3 e mais tarde às 4 da manhã, na SIC Radical ganhou um horário bom, passando à hora de almoço e ao final da tarde. Na SIC o anime acabou mais tarde, mas a ordem dos episódios não era respeitada.

## No Brasil
Em 1990 o programa Imagens do Japão, transmitido pela TVE, exibiu um especial em vista do aniversário da imigração japonesa que se comemorava. Dentro desse especial foram exibidos durante 4 domingos os animes Lensman (disponível em DVD como Poder Cristal) e A Turma do Barulho. Poucas pessoas ficaram sabendo disso, já que na época os tokusatsus estavam em alta. Até onde se sabe o anime só foi exibido nessa única vez.
A única fita VHS lançado no país a quase 20 anos, é um objeto raro de ser encontrado. A dublagem ficou a cargo do desconhecido estúdio Pré-estreia que além da Turma, também dublou Vampire Hunter D (também lançado em VHS pela Everest). No elenco, a dubladora Cecília Lemes fez a voz da Lum e o dublador Orlando Vigiani fez o Ataru. Já o pai da Lum, foi dublado por Mário Vilela. A direção de dublagem ficou a cargo de Nelson Machado.

## Título
O título original da série (うる星やつら), é na realidade uma paranomásia cuja tradução significa algo "A Turma da Estrela Uru". O termo "urusei" (うるせい, Estrela Uru) apresenta-se como um trocadilho da palavra "urusai" ("barulhento", "odioso" ou "cale-se")
sendo assim, a tradução pode ser "A Turma da Estrela Uru" ou "A Turma do Barulho".
A segunda palavra que compõe o título, "yatsura" (奴ら) é o plural do pronome informal yatsu (奴), que quer dizer"aquela(s) pessoa(s)" ou ainda "turma".
"Uru" (うる) refere-se ao nome do planeta natal de Lum e finalmente "sei" (星), que significa "estrela" ou "planeta".

## OVAs
Vários OVAs foram lançados que incluem histórias não contadas nos animes e nos filmes. Com exceção de um todos foram lançados antes do término do anime.
- Ryoko's September Tea Party (了子の９月のお茶会, Ryōko no 9-gatsu no Ochakai) (1985)
- Memorial Album (メモリアルアルバム, Memoriaru Arubamu) (1986)
- Inaba the Dreammaker (夢の仕掛人、因幡くん登場! ラムの未来はどうなるっちゃ!?, Yume no Shikakenin, Inaba-kun Tōjō! Ramu no Mirai ha Dōnaruccha!?) (18 de julho de 1987)
- Raging Sherbet (怒れシャーベット, Ikare Shābetto) (2 de dezembro de 1988)
- Nagisa's Fiancé (渚のフィアンセ, Nagisa no Fianse) (8 de dezembro de 1988)
- The Electric Household Guard (電気仕掛けのお庭番, Denki Jikake no Oniwaban) (21 de agosto de 1989)
- I Howl at the Moon (月に吠える, Tsuki ni Hoeru) (1 de setembro de 1989)
- Goat and Cheese (ヤギさんとチーズ, Yagi-san to Chīzu) (21 de dezembro de  1989)
- Catch the Heart (ハートをつかめ, Hāto wo Tsukame) (27 de dezembro de 1989)
- Terror of Girly-Eyes Measles (乙女ばしかの恐怖, Otome Bashika no Kyōfu) (21 de junho de 1991)
- Date with a Spirit (霊魂とデート, Reikon to Dēto) (21 de junho de 1991)

## Banda Sonora
Tema de abertura
1. Lum no Love Song (ラムのラブソング) (ep.1-77)
2. Dancing Star (ep.78-106)
3. Pajama Jama Da (パジャマ・じゃまだ) (ep.107-127)
4. Chance on Love (ep.128-149)
5. Rock the Planet (ep.150-165)
6. Tonogata Gomen Asobase (殿方ごめん遊ばせ) (ep.166-195)

Tema de encerramento
1. Uchū ha Taihen da! (宇宙は大ヘンだ!) (ep.1-21)
2. Kokoro Bosoi na (心細いな) (ep.22-43)
3. Cosmic Cycling (星空サイクリング)) (ep.44-54)
4. I, I, You and Ai (ep.55-77)
5. Yume ha Love Me More (夢はLove me more)(ep.78-106)
6. Koi no Möbius (恋のメビウス) (ep.107-127)
7. Open Invitation (ep.128-149)
8. Every Day (エヴリデイ) (ep.150-165)
9. Good Luck: Towa yori Ai wo Komete (Good Luck ～永遠より愛をこめて) (ep.166-195)

## Jogos
Foram produzidos vários jogos baseados no mangá e anime nos últimos 20 anos.
| Nome                               | Desenvolvedora    | Plataforma  | Gênero               | Data de Lançamento |
| ---------------------------------- | ----------------- | ----------- | -------------------- | ------------------ |
| Urusei Yatsura: Lum's Wedding Bell | Jaleco Ltd., Tose | Famicom     | plataforma           | 1986               |
| Urusei Yatsura                     | Micro Cabin       | MSX2        | puzzle               | 1987               |
| Dear My Friends                    | Game Arts         | Mega-CD     | visual novel         | 1993               |
| Urusei Yatsura                     | Nintendo          | Game Boy    | visual novel         | 1992               |
| Stay With You                      | Hudson            | PC Engine   | visual novel         | 1992               |
| Endless Summer                     | Marvelous         | Nintendo DS | simulador de romance | 2005               |